# آی‌سی ۱۱۰۱

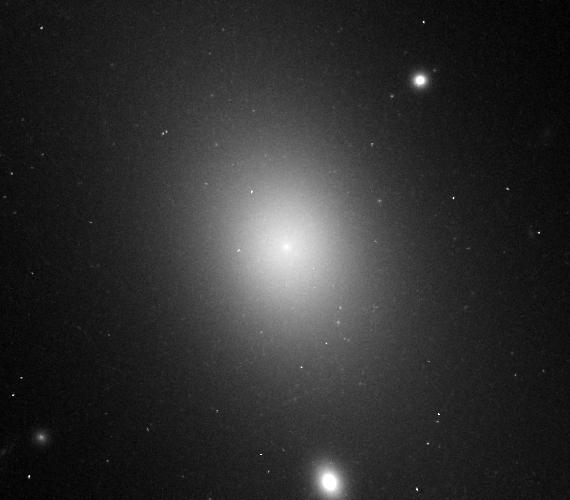

کهکشان آی‌سی ۱۱۰۱ یک کهکشان ابر غول بسیار بزرگ عدسی نوع سی‌دی است که در وسط خوشهٔ 2029(Abell 2029) قرار گرفته است. طولش به ۶ میلیون سال نوری می‌رسد، درحالی که طول کهکشان راه شیری یکصد هزار سال نوری است. در واقع کهکشان ۱۱۰۱ حدود شصت برابر راه شیری است و بزرگ‌ترین کهکشان به حساب می‌آید.